# Zhang Xi
Zhang Xi (chinês tradicional: 张 希; Nantong, 19 de abril de 1985) é uma voleibolista de praia chinesa.
Zhang participou dos Jogos Olímpicos de 2008, em Pequim, onde conquistou a medalha de bronze ao lado de Xue Chen. Após perderem nas semifinais para as compatriotas Tian Jia e Wang Jie, Xue e Zhang disputaram o terceiro lugar contra as brasileiras Talita Antunes e Renata Ribeiro, conquistando o bronze após vitória por 2 sets a 0.